# Марія Софія Сенявська
Марія Софія Сенявська (15 квітня 1699, Бережани — 21 травня 1777, Варшава) — польська шляхтянка, княгиня. Представниця шляхетського роду Сенявських гербу Леліва.

## Біографія
Донька великого коронного гетьмана Адама Миколая Сенявського — останнього в роду Сенявських. Кузина Миколи Василя Потоцького. Мати — Ельжбета Гелена з Любомирських — мала намір видати її за королевича Константія Владислава Собєського, до якого сама мала «сентимент».
Якісь невеликі роботи в її резиденції у Львові виконував на початку 1740-х років тоді не дуже відомий архітектор Бернард Меретин. Сприяла закінченню будівництва споруд монастиря бернардинів у Бережанах.
Була власницею частини Копичинців (спадок від батька, після неї власником став вінницький староста, власник Сидорова Людвік Калиновський).

### Сім'я
Перший чоловік — полоцький воєвода Станіслав Ернест Денгофф. Під час весілля наречений влаштував пишний прийом у палаці латинських архієпископів Львова (тепер Площа Ринок, 9). На спеціальних щоглах горіли 600 смолоскипів, 400 ліхтарів. Дорога до будинку була позначена 6-ма вишками, заквітчаними світильниками. З вікон виставили 4 дощові труби, з яких протягом 1 години лилося угорське вино. Другий чоловік — Авґуст Олександр Чорторийський.
Через шлюб М. С. Сенявської з Авґустом Олександром Чорторийським величезні маєтності Сенявських (зокрема, Гримайлів, Тарноруда, Зіньків, Сатанів) перейшли до князів Чорторийських. Її сином у другому шлюбі був Адам Казимир Чорторийський — співзасновник бібліотеки князів Чорторийських, яка тепер перебуває у Кракові.